# Rhaphidophora ovoidea
Rhaphidophora ovoidea là một loài thực vật có hoa trong họ Ráy (Araceae). Loài này được A.Chev. miêu tả khoa học đầu tiên năm 1909.